# 信用評分系統
信用評分系統（Credit Scoring System），指根据借款方的借款与还债历史、债务狀況等信息給予不同的分數，用來決定是否核准新貸款或信用額度的統計与评估系統。信用評分可以由提供信贷的银行或信用卡公司的内部系统得到，也可能通过第三方中介公司的系统获得。

## 信用評分系统的種類
信用评分系统又名為信用評分卡（Credit Scorecard），一般使用於零售金融（Retail Banking）。
可以分类为 申請評分卡（Application Scorecard） 以及 行為評分卡 (Behaviour Scorecard) 。
而類似的觀念用於法人金融（Corporate Banking）的業務上，則稱之為信用評等（Credit Rating）。

## 信用評分卡的建置方式
信用評分卡的建置，通常是採用統計學上的迴歸方法來進行。需蒐集足夠的歷史資料，才能得到穩定的評分模型。如資料不足，評分模型的建置只能用折衷的專家判斷法（Expertise Judgement）進行，但最終仍需調整為統計模型。